# Stella orfana
Stella orfana è un romanzo di fantascienza del 1977, scritto da Alan Dean Foster e pubblicato da Del Rey / Ballantine.

## Trama
In Stella Orfana Flinx e Pip partono alla ricerca della madre di Flinx, prima recandosi sulla terra e poi su uno sperduto pianeta, che si scoprirà abitato da un popolo di giganti pelosi, dotati di grande intelligenza e di portentosi poteri mentali, in un turbine di complotti, fughe, avventure e battaglie.